# Manoel de Oliveira Soares Filho
Manoel de Oliveira Soares Filho (ur. 25 września 1965 w São Domingos do Capim) – brazylijski duchowny katolicki, biskup Palmeira dos Índios od 2019.

## Życiorys
26 września 1993 otrzymał święcenia kapłańskie i został inkardynowany do diecezji Bragança do Pará. Pracował jako proboszcz w kilku parafiach (m.in. w Irituia oraz w Dom Eliseu). W latach 1996–2001 był także koordynatorem duszpasterstwa w diecezji.
19 grudnia 2018 papież Franciszek mianował go biskupem diecezji Palmeira dos Índios. Sakry udzielił mu 24 lutego 2019 biskup Jesús María Cizaurre Berdonces.